# 劇場版 ATARU THE FIRST LOVE & THE LAST KILL
『劇場版 ATARU THE FIRST LOVE & THE LAST KILL』（げきじょうばん アタル ザ・ファースト・ラブ・アンド・ザ・ラスト・キル）は、2013年9月14日公開の日本映画。2012年にTBSテレビで放送された中居正広主演のテレビドラマ『ATARU』の劇場版作品かつ続編であり、天才的推理力を持つ発達障害者でサヴァン症候群の青年・チョコザイことアタルの活躍を描くミステリ作品。最終興行収入18.5億円。
本作品の漫画化作品が寺井赤音の作画により『月刊Asuka』（KADOKAWA）で連載された。
2015年1月2日には、TBS系列にて21:00 - 23:24（JST）にノーカットで地上波初放送された（文字多重放送）。

## ストーリー
2013年放送のテレビスペシャル第2部で描かれた事件後、チョコザイことアタルはラスベガス・ベラージオホテルの噴水を通じてマドカからのメッセージを受け取る。同じころ、ニューヨークや東京で、コンピュータシステムへのウイルスの侵入により電気系統が爆発を起こす事件が発生し、警視庁では車椅子の管理官・星秋穂の下捜査本部が設置される。一連の事件は過去に犯罪歴を持つ者をピンポイントで狙った殺人とわかり、沢俊一ら刑事が前述の事件の経緯からマドカの犯行を疑う中、同様の事件を捜査するアタルとラリー井上を初めFBIの一行が来日し合同捜査を行うことになり、彼らと旧知の仲である沢、探偵となった蛯名舞子は再会する。かつて孤児であった幼いマドカは、アタル同様にサヴァン症候群による天才的才能を利用し事件捜査を行う捜査官候補生として引き取られたが、彼女からアタルへの影響を恐れたラリーによってFBIを追い出され、友人であり初恋の人であるアタルと引き離されたのち、自ら作成したコンピュータウイルス・WIZARD（ウィザード）によってシステムを操り、犯罪者に制裁を加えるハッカーとして逃亡中であった。犯人からは次の犯行予告として監禁された元犯罪者の男の映像が送られる。しかし別の現場の焼死体とマドカのDNAデータが一致し、彼女は既に死亡していると判断される。星はマドカと同様の能力を持つアタルを疑い、会議を乱す彼の留置を命じる。アタルは映像から監禁場所を割り出すがその場所は偽装で、捜査員に危害が及ぶ。被疑者不在の中で起きた事件に対し留置中にアタルが持ち込んだPCを操作していたことが明らかになり星の彼への不信はますます強まる。アタルを理解し信じる舞子は憤り、彼を救うべく探偵として捜査をする。
ラリーはマドカによるマインドコントロールによってアタルが犯罪を犯しているとする見解を語り、しかもシステムに残る証拠はアタルへの疑いを強化するもので、沢と舞子は苦戦する。その最中マドカは留置場に侵入してアタルと接触し、二人を引き離した大人たちに復讐するためともに史上最強の犯罪者になろうと誘う。その後彼女が引き起こした保護中の元犯罪者を乗せたヘリコプターの爆発映像を見て歓喜の声を上げるアタルに対し、捜査員たちは暴行を加えて拘束し、星は起訴の手配を命じる。しかし、新たな調べでDNAなどの証拠がマドカによって改竄されていることが突き止められる。そして爆破が迫る監禁場所を探しだし、マドカのハッキングに対抗して無事救助に協力したアタルに対し、星は認識を改め謝罪し、彼を釈放する。
解放された彼はマドカの潜伏先を探し当て訪れる。マドカは彼女が恨む大人たちの味方をしたアタルを責めるが、アタルは彼にとって家族を象徴する白百合の花をマドカに捧げ、彼女とずっと一緒にいるという。そこへ沢と舞子が踏み込むとマドカは逃走し、のちにアタルも彼女を追って姿を消す。ラリーはマドカの名付け親である修道女・アリーニに事情を聞くが、彼女はマドカの心が壊れた原因は自分を含め次々に愛する人と引き離されたことによるものだと、マドカとアタルを引き裂いたラリーを責める。舞子たちはアタルの行方を追い、渥見ら鑑識の解析から彼がアメリカ・ルート66のキングマンに向かったと知り渡航する。キングマンでマドカを探すアタルは彼女に拘束され、銃を持たされ心中を迫られる。追いつき止めに入った沢と舞子は、アタルがマドカに拘束を解かせ、再び離れないと誓う姿を見守る。しかしマドカは「犯罪者には裁きが下される」と語ったのち、銃で自殺する。アタルは続いて自分を撃つが、彼の銃には弾が込められておらず、後を追えぬままその場で失神する。一同のいる病院に着いたラリーは、そこに安置されたマドカの亡骸に謝罪するばかりであった。その間、再び消えたアタルを探す舞子と沢は、先ほどマドカが命を落とした道路に、一面を埋め尽くすほど大量の白百合を捧げる彼の姿を見つける。

## キャスト

### レギュラーキャスト
スペシャルドラマ『ATARU スペシャル〜ニューヨークからの挑戦状!!〜』までに登場したキャスト。
- アタル（猪口 在） / チョコザイ - 中居正広
- 沢 俊一 - 北村一輝
- 蛯名 舞子 - 栗山千明
- 蛯名 昇 - 玉森裕太（Kis-My-Ft2）
- 中津川 洋治 - 嶋田久作
- 渥見 怜志 - 田中哲司
- 野崎 蓮生 - 千原せいじ
- 犬飼 甲子郎 - 中村靖日
- 松島 光輝 - 庄野崎謙
- 水野 流美 - 島崎遥香（AKB48）
- 石川 唯 - 光宗薫
- 黒木 永正 - 中村昌也
- 玉倉 孝 - 三好博道（オキシジェン）
- 蛯名 達夫 - 利重剛
- 蛯名 真理子 - 奥貫薫（写真のみ）
- 猪口 ゆり子 - 原日出子
- 我孫子 智 - 菅原大吉
- アレッサンドロ・カロリナ・マドカ - 堀北真希（幼少期：内田愛）
- 猪口 介 - 岡田将生
- 猪口 誠 - 市村正親（特別出演）
- ラリー井上 - 村上弘明

### ゲスト
アリーニ・マツバラ
演 - 前田美波里
孤児となったマドカが預けられたブラジル・サンパウロの教会にいた修道女。日系ブラジル人。男の名を付けられていじめられている彼女に、日本円から「マドカ」という女性名を付けてやり慕われていたが、マドカがSPB（サヴァン・プログラム・ブランチ）からのスカウトを受けたため引き離される。ラリーを信じて預けたものの、その後のマドカへの仕打ちを知り怒りを訴える。
星 秋穂（ほし あきほ）
演 - 松雪泰子
警視庁捜査一課の新人管理官。物語の10年前に上司のミスで機動隊の車両に轢かれ左足に重傷を負い、義足と車椅子の生活を余儀なくされるが、その後の努力によりこの地位にまで上り詰めた人物。障害者である自分に偏見を持つ部下たちに対し、目の前で義足を外し「私の脚になっていただきたい」とパフォーマンスをしてみせ、場を掌握する。一方で同じく障害者であるアタルの能力を受け入れることができず不審を抱き、捜査から排除しついには第一被疑者として拘留を命じる。沢とは現場刑事時代の同僚で、二人で会話する時には部下となった彼にタメ口で話すことを許している。左足を失って絶望しているときに「偉くなる」ことを勧めて励ましたのも彼である。
その他のキャスト
- 佐藤蛾次郎（友情出演）
- 日比大介
- 大河内浩
- 橋本マナミ
- 若尾義昭
- 中西学
- エハラマサヒロ
- 佐藤旭
- 永田裕志

## 製作

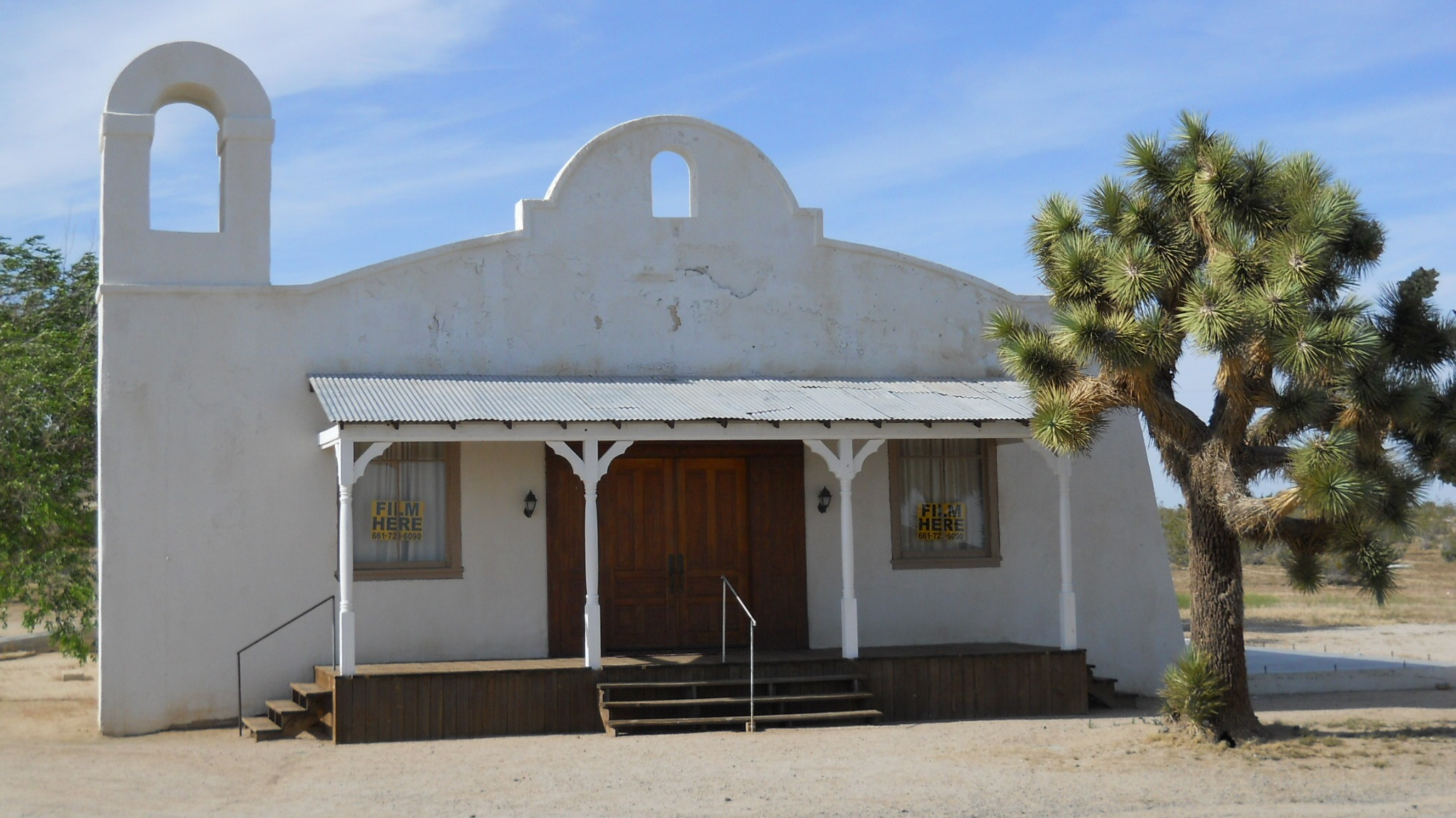
キル・ビルチャーチ

テレビドラマ放送時には初回平均視聴率19.9%の高視聴率を記録した作品で、2013年1月6日に同ドラマのスペシャル版が放送され、そのラストで映画化が発表された。同時に映画公式サイトがオープンした。
キャストはレギュラー陣に加え、スペシャルドラマで登場したゲスト・岡田将生と堀北真希が引き続き出演、および松雪泰子が脚に障害を持つ車椅子の管理官という新キャラクターとして登場する。物語はシリーズの集大成となるもので、堀北が演じるマドカはアタルと同じ能力を持つ友人で、スペシャル版において犯罪を煽動した疑いのある女性キャラクター・マドカをメインビジュアルに据えている。
撮影は2013年5月3日から開始され、同年6月末まで撮影を続けポストプロダクションに入る予定で制作された。東宝スタジオでは蛯名家での団欒が撮影されるなどした。6月4日から9日まではアメリカ合衆国に渡り、日米のスタッフ総勢131名により5日間のロケが行われた。ラスベガスのメインストリートや、夜間にベラージオホテルの有名な噴水前を4時間に渡り封鎖してアタルの登場するオープニングシーンを撮影したほか、ロサンゼルス市内ルート66の砂漠地帯で、体感50度を超える猛暑とガラガラヘビの生息する環境の中、アタルとマドカが対決するクライマックスシーンを撮影している。また、ルート66沿いでは、蛯名舞子役の栗山千明がかつて出演した映画『キル・ビル』に登場する教会（通称：キル・ビルチャーチ）でも撮影を行っている。

### スタッフ
- 脚本 - 櫻井武晴
- 監督 - 木村ひさし
- 音楽 - 河野伸、ノ・ヒョンウ、羽深由理
- 主題歌 - 椎名林檎「自由へ道連れ」（EMI Records Japan）
- エグゼティブプロデューサー - 濱名一哉
- プロデューサー - 植田博樹、韓哲、東信弘、大原真人、和田倉和利
- 音楽プロデュース - 志田博英
- キャスティングプロデューサー - 森一弘
- ラインプロデューサー - 森賢正
- 撮影 - 唐沢悟
- 照明 - 石田健司
- 録音 - 仲山一也
- 編集 - 富永孝
- VE - 平野裕城
- VFXスーパーバイザー - 朝倉怜
- 美術デザイン - 大西考紀、大木壮史
- 美術プロデューサー - 後藤洋
- 美術制作 - 高橋達也
- スプリクター - 竹本貴久子
- 助監督 - 高津泰行
- 制作担当 - 植松育巳、斉藤大和
- 制作プロダクション - シネバザール
- 配給 - 東宝
- 製作 - 劇場版「ATARU」製作委員会（TBSテレビ、東宝、電通、角川書店、ジェイ・ドリーム、毎日放送、中部日本放送、RKB毎日放送、北海道放送）

## 封切り
全国304スクリーンで公開され、2013年9月14日、15日の初日2日間で興収3億5,529万1,000円　動員28万9558人になり映画観客動員ランキング（興行通信社調べ）で初登場第1位となった。また、ぴあ初日満足度ランキングでも第1位となっている。同年11月18日時点の累計動員は150万2,338人、累計興収は18億2,568万1,850円。2014年1月発表の最終興収は18.5億円。

## 関連商品

### Blu-ray / DVD
2014年3月19日発売。発売元はTBSテレビ、販売元はポニーキャニオン。
- 劇場版 ATARU THE FIRST LOVE AND THE LAST KILL スタンダード・エディション（1枚組）
  - 映像特典
    - 特報・劇場予告編
- 劇場版 ATARU THE FIRST LOVE AND THE LAST KILL プレミアム・エディション（4枚組）
  - ディスク1：本編ディスク（スタンダード・エディションと共通）
  - ディスク2：特典ディスク（Blu-ray版はBlu-ray、DVD版はDVDで収録）
    - 「劇場版 ATARU」の謎を大捜査スペシャル ディレクターズカット版
    - 舞台挨拶集
    - TVスポットコンプリート版
    - 「劇場版 ATARUプレミアムイベント」 in UNIVERSAL STUDIO JAPAN

  - ディスク3：特典DVD
    - 特典映像
      - トリオ・ザ・アタル（中居正広×北村一輝×栗山千明）&木村ひさし監督 シーンセレクトコメンタリー

    - 特典音声
      - ニッポン放送『中居正広のオールナイトニッポンGOLD 〜劇場版 ATARUスペシャル〜』

  - ディスク4：特典CD
    - 『劇場版 ATARU THE FIRST LOVE AND THE LAST KILL』オリジナルサウンドトラック

  - 封入特典
    - 特製ブックレット（28P）
    - サントラCD用ジャケット

  - 初回限定特典
    - フォト・アルバム+生写真5枚セット（全13種から5種をランダム封入）
    - ミニクリアファイル2種類（劇場前売り特典のリサイズ版）

  - クリアースリーブケース付きデジパック仕様

### 書籍
オフィシャルブック
- 『「劇場版 ATARU」OFFICIAL BOOK』（2013年8月23日発売、角川マガジンズ）ISBN 978-4-04-731874-8

ノベライズ
- 櫻井武晴・脚本、百瀬しのぶ・ノベライズ『劇場版 ATARU -THE FIRST LOVE & THE LAST KILL-』（2013年8月24日発売、角川文庫）ISBN 978-4-04-100988-8

漫画
- 櫻井武晴・脚本、寺井赤音・漫画『劇場版 ATARU -THE FIRST LOVE & THE LAST KILL-』（角川書店〈あすかコミックスDX〉）全2巻
  - 上巻（2013年8月23日発売）ISBN 978-4-04-120857-1
  - 下巻（2013年11月25日発売）ISBN 978-4-04-120930-1

絵本
- チョコザイ・文、こう・イラスト『CD付 シャボンだまのきせき』（2013年8月27日発売、角川書店）ISBN 978-4-04-110518-4

## テレビ放送
| 回数 | テレビ局 | 放送日       | 放送時間      | 放送分数 | 視聴率 |
| ---- | -------- | ------------ | ------------- | -------- | ------ |
| 1    | TBS      | 2015年1月2日 | 21:00 - 23:24 | 144分    | 6.9%   |

- 視聴率はビデオリサーチ調べ、関東地区・世帯・リアルタイム。